# Svjatoslav Sjevtsjoek

Wapen van de aartsbisschop

Svjatoslav Sjevtsjoek (Oekraïens: Святосла́в Шевчу́к) (Stryj, 5 mei 1970) is een Oekraïens geestelijke en grootaartsbisschop van de Oekraïense Grieks-katholieke Kerk.
Op 26 juni 1994 werd hij tot priester gewijd. Op 14 januari 2009 werd hij benoemd tot hulpbisschop van de Oekraïense Grieks-katholieke Kerk in Buenos Aires en tot titulair bisschop van Castra Galbae. Zijn bisschopswijding vond plaats op 7 april 2009. Op 10 april 2010 werd hij benoemd tot apostolisch administrator in Buenos Aires.
Sjevtsjoek werd op 23 maart 2011 door de synode van de Oekraïense Grieks-katholieke Kerk gekozen tot grootaartsbisschop van Kiev-Galicië als opvolger van Lubomyr Husar, die met emeritaat was gegaan. Toen de paus deze keus twee dagen later bevestigde, volgde ook zijn benoeming tot aartsbisschop-metropoliet van Kiev. 